# King Star King
King Star King est une série télévisée d'animation américaine créée par JJ Vilard, diffusée du 15 juin 2014 au 3 août 2014 sur le service Video on demand d'Adult Swim.
Cette série est inédite dans les pays francophones.

## Synopsis
La série tourne autour du personnage titulaire, King Star King : un homme grand, blond et musclé. Après avoir séduit son amour, la princesse Blanche-Neige, il tombe de son plan d'existence supérieur pour servir de cuisinier dans un restaurant de gaufres délabré. Afin de reprendre sa place dans les cieux, il doit combattre son amnésie pour vaincre le méchant lapin de printemps et sauver Blanche-Neige. 

## Personnages
- King Star King
- Hank Waffles
- Pooza
- Gurbles
- Blanche Neige (Snow White)

## Épisodes
L'épisode pilote est sorti en 2013 et est disponible sur la chaîne YouTube d'Adult Swim.

### Première saison (2014)
1. The Sting of Alfonzo Molestro
2. Chunkles & Smear
3. Fat Frank's Fantasy Lounge
4. The Saga of Mike Balls
5. Springtime in the Gigantiverse
6. Kwa Kwa City